# سيد تايلر
سيد تايلر (بالإنجليزية: Syd Tyler)‏ (7 ديسمبر 1904 بولفرهامبتن في المملكة المتحدة - 25 يناير 1971 بوالسال في المملكة المتحدة) هو لاعب كرة قدم بريطاني (وحمل سابقاً جنسية المملكة المتحدة لبريطانيا العظمى وأيرلندا) في مركز الظهير. لعب مع مانشستر يونايتد ونادي غيلينغهام ونادي ميلوول ووولفرهامبتون واندررز وColwyn Bay F.C. ‏.